# Lukas Spalvis
Lukas Spalvis (Vilna, Lituania, 27 de julio de 1994) es un futbolista lituano. Juega de delantero y se encuentra sin equipo tras abandonar el 1. F. C. Kaiserslautern de Alemania.

## Clubes
| Club                             | País      | Año       |
| -------------------------------- | --------- | --------- |
| Aalborg BK                       | Dinamarca | 2013-2016 |
| Sporting de Lisboa               | Portugal  | 2016-2018 |
| C. F. Os Belenenses (cedido)     | Portugal  | 2017      |
| 1. F. C. Kaiserslautern (cedido) | Alemania  | 2017-2018 |
| 1. F. C. Kaiserslautern          | Alemania  | 2018-2021 |

## Palmarés

### Distinciones individuales
| Distinción                                   | Año  |
| -------------------------------------------- | ---- |
| Máximo goleador de la Superliga de Dinamarca | 2016 |